# Prociphilus clerodendri
Prociphilus clerodendri är en insektsart. Prociphilus clerodendri ingår i släktet Prociphilus och familjen långrörsbladlöss. Inga underarter finns listade i Catalogue of Life.